# 1008 (عدد)
ألف وثمانية 1008 هو عدد صحيح، يلي العدد 1007 وويسبق العدد 1009.

## في الرياضيات

### خصائص
- عدد طبيعي.[3]
- عدد زوجي.[4][5]
- عدد موجب،[6] السالب منه هو -1008.[7]

## في التاريخ
- 1008 هـ هي سنة في التقويم الهجري.
- هي سنة 1008 م في التقويم الميلادي.

## وصلات خارجية
الأعداد الصاتمة، ديوان اللغة العربية.